# Fiscaal misbruik
Fiscaal misbruik is een fenomeen in het belastingrecht waarbij een belastingplichtige, hoewel hij technisch gezien de wet niet schendt, zich een fiscaal gunstigere situatie stelt in strijd met de doelstellingen van de belastingregels met als voornaamste doel het verlagen van de belastingdruk die op hem rust.
Bij fiscaal misbruik wordt de wet zelf niet geschonden, maar wel de bedoeling van de wet. Fiscale fraude, ook belastingontduiking genoemd, waarbij de wet wordt geschonden, is niet gelijk te stellen met fiscaal misbruik, dat in wezen belastingontwijking inhoudt.

## Europese Unie
In een arrest van 26 februari 2019, de zogenaamde Danish Cases, besloot het Europees Hof van Justitie:
96. In dit verband is het vaste rechtspraak dat er in het Unierecht een algemeen rechtsbeginsel bestaat volgens hetwelk justitiabelen zich niet door middel van fraude of misbruik kunnen beroepen op het Unierecht

97. De justitiabelen dienen dit algemene rechtsbeginsel na te leven. De Unieregelgeving mag immers niet zo ruim worden toegepast dat zij transacties zou dekken die zijn verricht met het doel om door fraude of misbruik te profiteren van de door het Unierecht toegekende voordelen

98. Uit dit beginsel volgt dan ook dat een lidstaat de toepassing van de Unierechtelijke bepalingen moet weigeren indien zij niet worden ingeroepen ter verwezenlijking van de doelstellingen van deze bepalingen, maar om een Unierechtelijk voordeel te verkrijgen terwijl slechts formeel voldaan is aan de voorwaarden om op dit voordeel aanspraak te maken.
Er bestaat met andere woorden een algemeen rechtsbeginsel uit het Europees Unierecht dat (fiscaal) misbruik verbiedt indien er een band bestaat met het Europees Unierecht. Zodat EU-lidstaten misbruik zouden kunnen verbieden, kunnen zij zich dus rechtstreeks beroepen op dit algemeen rechtsbeginsel en is er geen wettelijke grondslag vereist in het nationaal recht.

### Vennootschapsbelasting
Artikel 6 van de Europese Anti-belastingontwijkingsrichtlijn van 2016 (volledige naam: Richtlijn (EU) 2016/1164 van de Raad van 12 juli 2016 tot vaststelling van regels ter bestrijding van belastingontwijkingspraktijken welke rechtstreeks van invloed zijn op de werking van de interne markt) schrijft voor dat EU-lidstaten een algemene anti-misbruikbepaling moeten opnemen in hun nationale wetgeving met betrekking tot de vennootschapsbelasting. Dit is in wezen een codificatie van de rechtspraak van het Hof van Justitie in de zaak Cadbury Schweppes van 12 september 2006 (nr. C-196/04).
Verschillende Europese richtlijnen en verordeningen bevatten daarnaast soms ook een specifieke antimisbruikbepaling die een bepaalde situatie viseert. Dit is bijvoorbeeld het geval in artikel 1(2) van de Moeder-Dochterrichtlijn van 30 november 2011: deze bepaling viseert misbruikconstructies in het kader van belastingvrijstellingen op uitgekeerde dividenden tussen twee verschillende EU-lidstaten. Ook in artikel 5 van de Interest- en Royaltyrichtlijn (nr. 2003/49) en in de Fusierichtlijn (nr. 90/434) vindt men een soortgelijke antimisbruikbepaling.

### Btw
In het arrest Halifax van 21 februari 2006 heeft het Hof van Justitie van de Europese Unie beslist dat belastingplichtigen zich niet op het recht van de Europese Unie kunnen beroepen in geval van fiscaal misbruik. Er bestaat met andere woorden een verbod op fiscaal misbruik in de btw.

## België

### Inkomstenbelasting

#### Algemene antimisbruikbepaling
Er is sprake van fiscaal misbruik wanneer de belastingplichtige door middel van een rechtshandeling een verrichting tot stand brengt waarbij:
- hij door miskenning van de doelstellingen van de fiscale bepaling(en) zichzelf buiten het toepassingsgebied van die bepaling(en) plaatst; of
- aanspraak wordt gemaakt op een belastingvoordeel en de toekenning van het voordeel strijdig zou zijn met de doelstellingen van die bepaling en die in wezen het verkrijgen van het voordeel tot doel heeft.

In het Brepolsarrest oordeelde het Hof van Cassatie dat het de belastingplichtige in principe vrij staat om de minst belaste weg te bewandelen, ook al is deze manier niet de meest gebruikelijke manier en zelfs al is deze louter fiscaal geïnspireerd, op voorwaarde dat hij de gevolgen van deze weg ondergaat en hij werkelijk doet wat wordt voorgehouden. Er mag met andere woorden geen sprake zijn van simulatie. Deze rechtspraak werd met de invoering van de antimisbruikbepaling onderuit gehaald.
Artikel 344, § 1 van het Wetboek van de Inkomstenbelasting, de algemene antimisbruikbepaling, stelt dat rechtshandelingen niet tegenstelbaar zijn indien er sprake is van fiscaal misbruik.

#### Specifieke antimisbruikbepalingen
De wet bevat ook een aantal specifieke antimisbruikgronden.
Een voorbeeld hiervan is te vinden in artikel 203, § 7, 7° WIB.92, dat bepaalt dat de dbi-vrijstelling niet toepasselijk is indien het opzet van een vennootschap voornamelijk erop gericht is om een inkomst te doen vallen in het toepassingsgebied van de dbi-vrijstelling.

### Erfbelasting
In het kader van de erfbelasting is er sprake van fiscaal misbruik in twee situaties. In de eerste situatie stelt men een handeling die in strijd is met de erfbelastingwetgeving of door de handeling men zich buiten het toepassingsgebied bevindt van de erfbelastingwetgeving zonder dat er hiervoor een andere reden bestaat dan belastingontwijking. In een tweede scenario wordt door een verrichting aanspraak gemaakt op een erfbelastingvoordeel waarvan de toekenning in strijd zou zijn met de wetsbepaling die dit voordeel verleent en de verrichting in wezen het verkrijgen van dat voordeel tot doel heeft.
De belastingplichtige (dus de erfopvolger) moet bewijzen dat de keuze voor een bepaalde handeling een ander doel heeft dat belastingontwijking. Indien de belastingplichtige dat niet kan bewijzen, wordt de erfbelasting geheven alsof de handeling niet zou zijn gesteld.
Ook bij de erfbelasting dient de belastingadministratie zowel een objectief als een subjectief element aan te tonen. Het objectief element wordt gevormd door de aanduiding en analyse van de geschonden wetsbepaling op basis van concrete feiten, documenten en akten. Het subjectief element houdt in dat de belastingplichtige het behalen van het fiscaal voordeel als doel had.

### Belasting op de toegevoegde waarde
Artikel 1, § 10 van het Wetboek over de Belasting op de Toegevoegde Waarde voorziet in een algemene antimisbruikbepaling in de btw, waarbij de regels mutatis mutandis hetzelfde zijn als bij de algemene antimisbruikbepaling in de inkomstenbelastingen.

### Registratierechten
Het Wetboek der Registratie-, Hypotheek- en Griffierechten bevat een antimisbruikbepaling in artikel 18, § 2 voor wat betreft de registratie-, hypotheek- en griffierechten.